# Чертаново Северное
Черта́ново Се́верное — район в Южном административном округе Москвы и соответствующее ему одноимённое внутригородское муниципальное образование.
На территории района находится уникальный для Москвы жилой комплекс — микрорайон Северное Чертаново, построенный в 1978—1980 годах.

## Показатели
Площадь территории района составляет 540,16 га (2010 год), население — 114506 человек (2018 год), плотность населения — 21198,53 чел./км² (2018 год), площадь жилого фонда — 1899,5 тыс. м² (2010 год).

## Границы
Границы района определены Законом города Москвы «О территориальном делении города Москвы» от 5 июля 1995 года (с изменениями на 26 июня 2013 года):
Граница района Чертаново Северное проходит: по осям проектируемого проезда № 5212 (А), далее по оси Днепропетровской улицы до границы владения № 12, на северо-запад по северной границе ОАО «Мосэнерго» до межевого знака № 1, далее на север вдоль лесной дорожки, по границе лесного массива природно-исторического парка «Битцевский лес», далее по южным и западным границам земельного участка спортивного клуба «Дина», по западным границам конноспортивного комплекса «Битца», осям: Балаклавского проспекта, Варшавского шоссе, южной границе территории метродепо «Москворецкое», оси полосы отвода Павелецкого направления Московской железной дороги, по северной границе владения № 3 по Дорожной улице, по осям: проектируемого проезда № 262, Дорожной улицы, проектируемого проезда № 5150, Варшавского шоссе до проектируемого проезда № 5212 (А).

## Население
| 2002     | 2010     | 2012     | 2013     | 2014     | 2015     | 2016     |
| -------- | -------- | -------- | -------- | -------- | -------- | -------- |
| 104 613  | ↗111 875 | ↗112 514 | ↗112 799 | ↗113 504 | ↗113 821 | ↗114 315 |
| 2017     | 2018     | 2019     | 2020     | 2021     | 2023     | 2024     |
| ↗114 388 | ↗114 506 | ↗114 548 | ↗114 653 | ↘111 115 | ↘110 895 | ↘109 640 |

### Национальный состав
По итогам переписи населения 2020 года проживали следующие национальности (национальности менее 0,1 % и другое, см. в сноске к строке «Другие»):
| Национальность | Численность, чел. | Доля     |
| -------------- | ----------------- | -------- |
| Русские        | 86 939            | 78,24 %  |
| Армяне         | 650               | 0,58 %   |
| Татары         | 632               | 0,57 %   |
| Украинцы       | 428               | 0,39 %   |
| Азербайджанцы  | 420               | 0,38 %   |
| Евреи          | 238               | 0,21 %   |
| Грузины        | 226               | 0,20 %   |
| Узбеки         | 204               | 0,18 %   |
| Таджики        | 118               | 0,11 %   |
| Белорусы       | 112               | 0,10 %   |
| Другие         | 21 148            | 19,04 %  |
| Итого          | 111 115           | 100,00 % |

## Политическое устройство

### Законодательная власть Российской Федерации
Депутатом Государственной Думы Федерального Собрания Российской Федерации от района Чертаново Северное избрана Панина Елена Владимировна (201 одномандатный избирательный округ, созыв 2014—2021 гг.).

### Законодательная власть Москвы
Депутатом Московской городской Думы от района Чертаново Северное избрана Никитина Любовь Евгеньевна (31 избирательный округ, созыв 2019—2024 гг.).

### Исполнительная власть Москвы
Исполнительную власть в Чертаново Северное осуществляет Управа района, подведомственная Правительству Москвы. Координацию и контроль за деятельностью управы района осуществляет префект Южного административного округа города Москвы.
Глава управы назначается и освобождается от должности Мэром Москвы по представлению префекта Южного административного округа, согласованному с заместителем Мэра Москвы в Правительстве Москвы — руководителем Аппарата Мэра и Правительства Москвы.
Управу района возглавляет Глава — Дёмин Александр Евгеньевич (с 06.03.2017).

### Местное самоуправление
Решение вопросов местного значения, владение, пользование и распоряжение муниципальной собственностью осуществляется Советом депутатов муниципального округа Чертаново Северное.
Совет депутатов состоит из 10 человек. Главой избран Абрамов-Бубненков Борис Борисович (созыв 2017—2022).

## Парки и скверы
В районе есть несколько парков и скверов.
Народный парк «Чертановское подворье» — появился на месте пустыря между улицами Чертановская, д.8, корп.1, школой № 1158, детским садом № 686, детским садом № 1024 и городской поликлиникой. Площадь парка — 1,79 Га. В окружном конкурсе благоустройства «Московский дворик» он занял третье место. Здесь есть теннисные столы, беседки. Тропинки широкие, что позволяет людям с ограниченными возможностями передвигаться на коляске.
Территория у Верхнего Чертановского пруда — в 2021 году ее благоустроили по программе «Мой район». Здесь проложили новые прогулочные маршруты, сделали лестничные спуски и установили пандусы. Дорожки покрыли террасной доской, резиновой крошкой и плиткой. Также обустроили спортивную зону и несколько площадок для отдыха с качелями, лавочками и навесами.
Бульвар на Кировоградской улице — в 2021 году здесь выложили дорожку, обустроили несколько детских площадок с игровыми комплексами и спортивные площадки с воркаут-зоной, теннисными столами, боксерской грушей, шахматными столами. Также здесь появилась зона отдыха со скамейками, качелями и шезлонгами.

## Транспорт
На территории района расположено две станции метро — «Чертановская» и «Южная» Серпуховско-Тимирязевской линии.

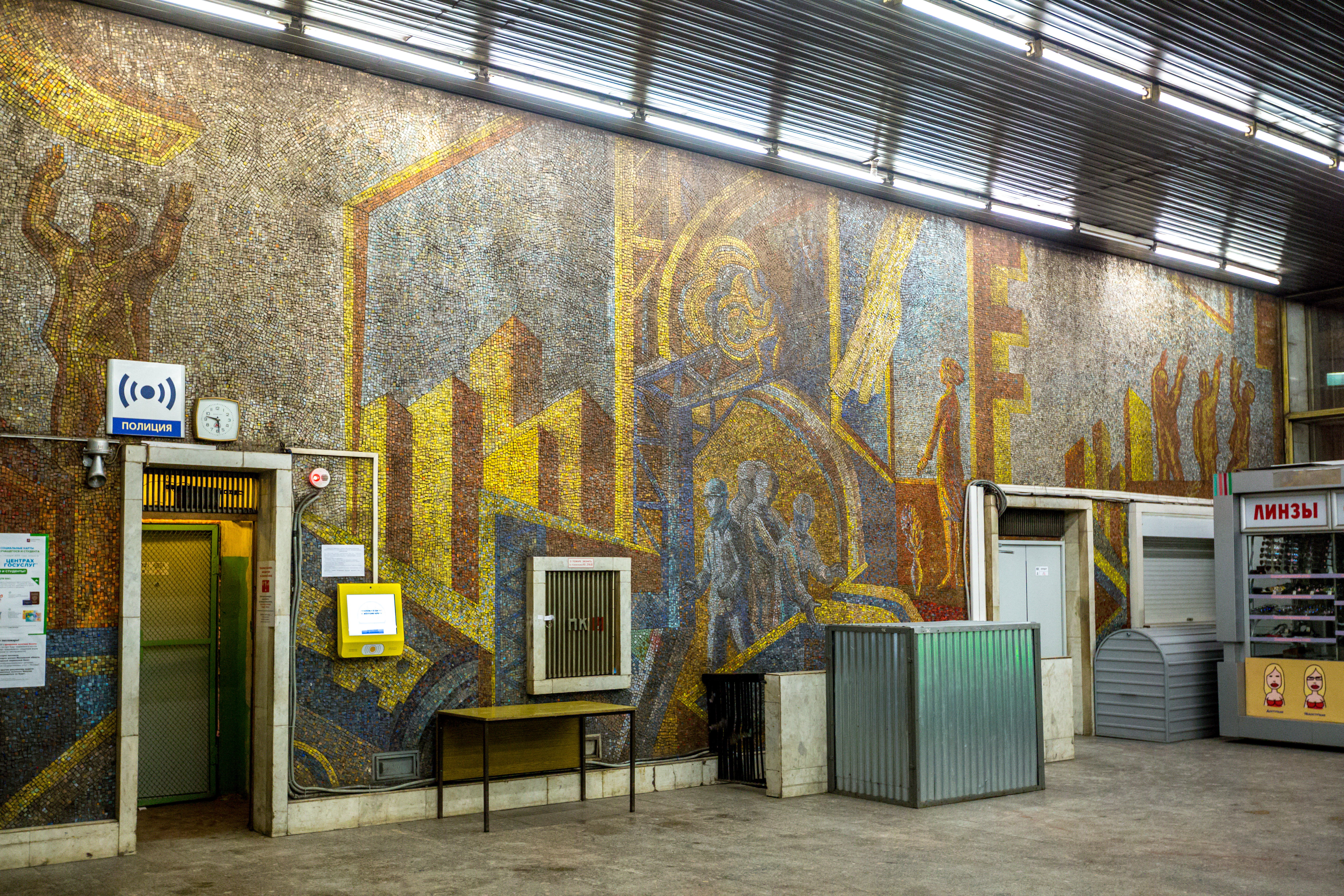
Мозаичное панно в южном вестибюле станции метро «Чертановская»
Мозаика в северном торце зала станции метро «Южная»
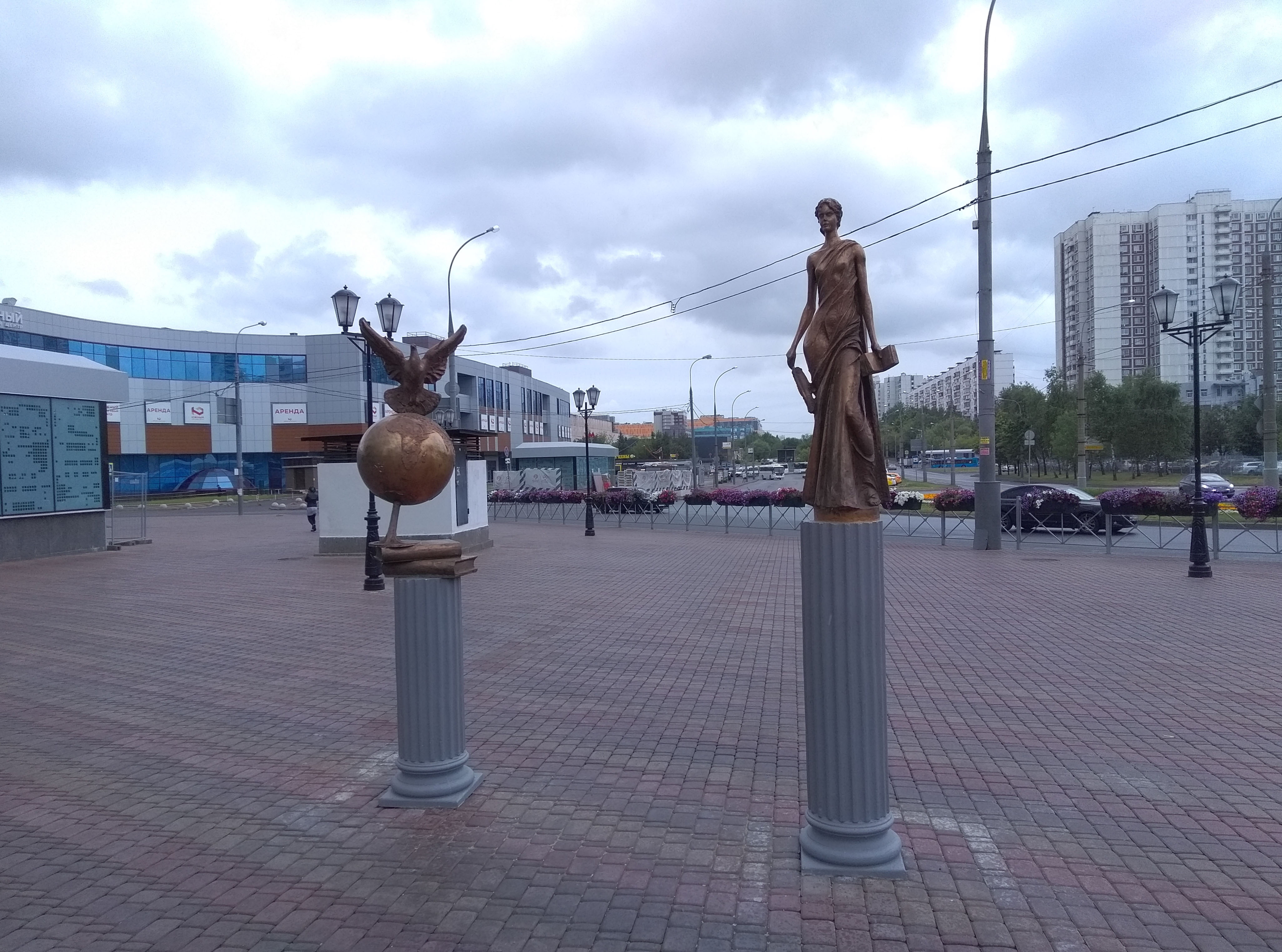
Скульптуры рядом со станцией метро «Южная»

Также на территории района находится железнодорожная станция Чертаново.

## Гидрография
По территории района протекают реки Чертановка и Водянка. На них образован комплекс искусственных водоёмов Чертановские пруды.

## Храмы

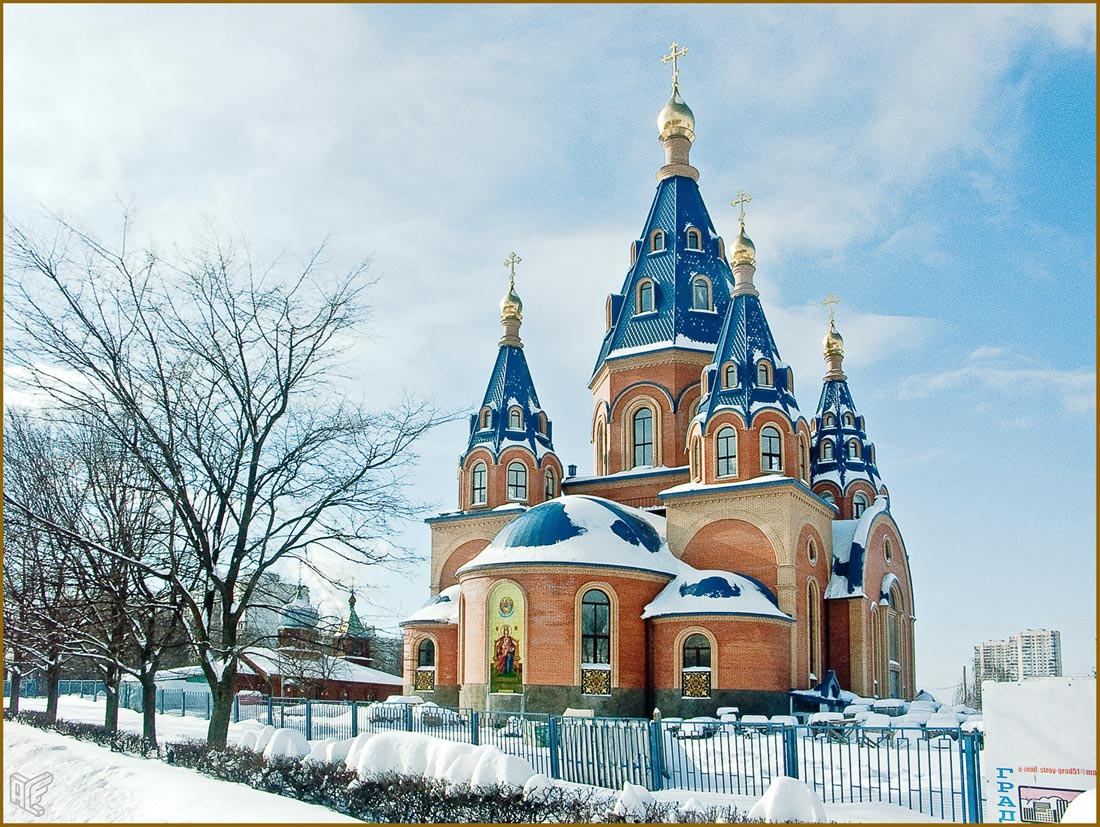
Храм иконы Божией Матери «Державная» в Чертанове

В районе имеются два храма. Входят в состав Донского благочиния Московской городской епархии Русской православной церкви.
- Храм в честь Державной иконы Божией Матери. Деревянная церковь 1997 года, Чертановская улица, вл. 2, корп. 2 и кирпичная церковь 2013 года, Чертановская улица, вл. 2, корп. 2, строение 1[22].
- Строящийся храм в честь иконы Божией Матери «Нечаянная Радость» в Чертанове, Днепропетровская улица, вл. 4а. С 2016 года действует временный храм. В 2017 году при храме учреждено патриаршее подворье. Действует детский клуб[23].

## Фильмы с эпизодами, снятыми в районе
Необычные дома и большие открытые территории Чертанова привлекают кинематографистов для съёмок фильмов, а также рекламных и социальных роликов.
- Фитиль № 96 «Оптический обман» (1980)
- Просто ужас! (1982)
- Петля (1983)
- Июнь, Москва, Чертаново… (1983)
- Ночной экипаж (1987)
- Клуб женщин (1987)
- Осень, Чертаново... (1988)
- Такси-блюз (1990)
- День любви (1990)
- Яды, или Всемирная история отравлений (2001)
- Живой (2006)
- Хоттабыч (2006)
- Горячие новости (2009)
- Закон каменных джунглей (сериал, 2014)
- Ольга (сериал) (2016)
- Коробка (фильм) (2016)
- Притяжение (фильм) (2017)
- Нелюбовь (фильм) (2017)
- Сто лет тому вперёд (фильм 2024)[24]

## Спорт
- Конно-спортивный комплекс «Битца»[25]

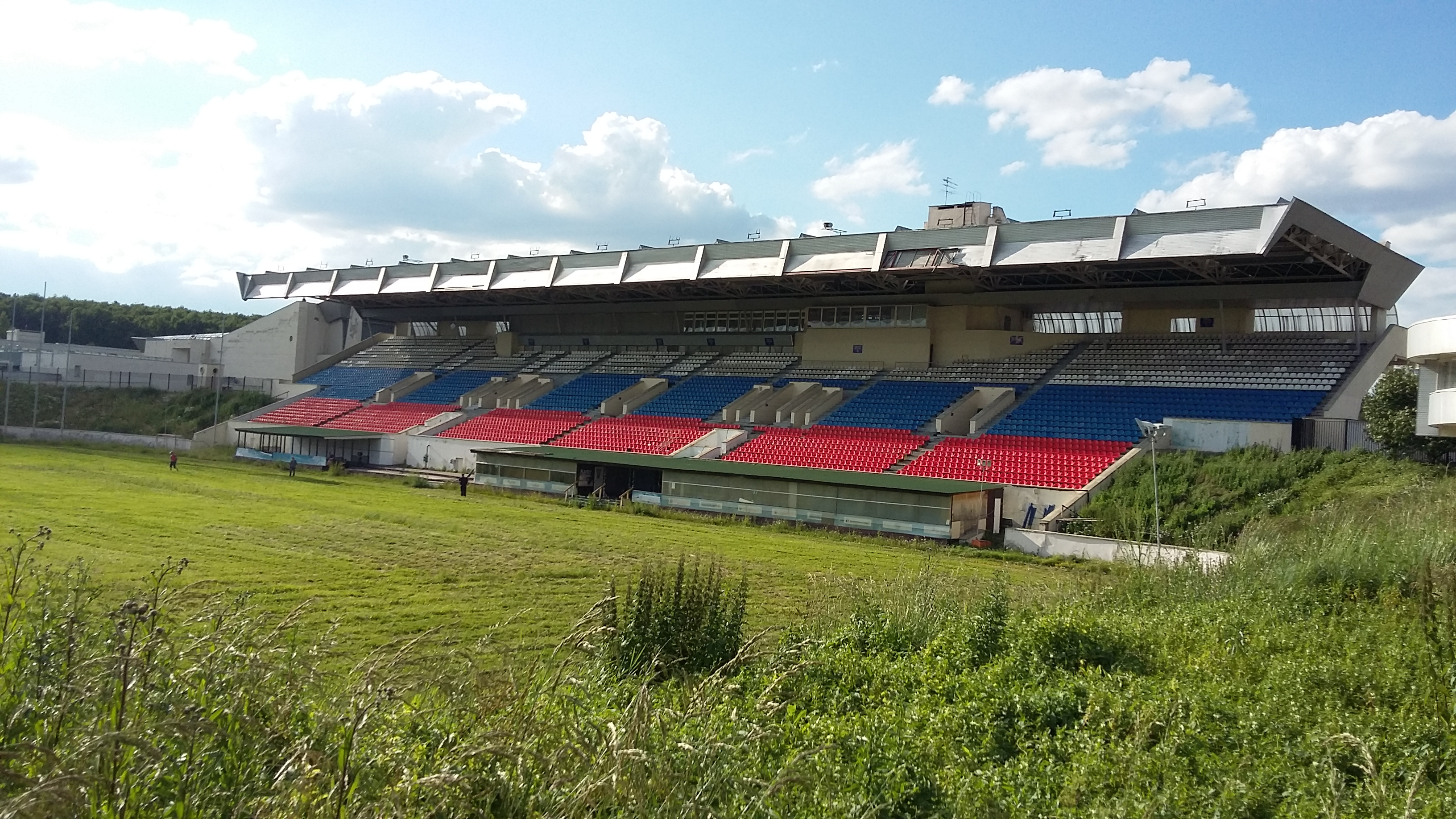
Стадион для конкура конно-спортивного комплекса «Битца»

- «Московский центр боевых искусств»[26]
- Футбольная школа «Чертаново»[27]
- Спорткомплекс «Чертаново» (МГФСО Москомспорта; действуют спортивные школы олимпийского резерва — по фехтованию и по настольному теннису)
- Спорткомплекс «Южный» (МГФСО Москомспорта)[28]